# Fourdrinoy
Fourdrinoy é uma comuna francesa na região administrativa de Altos da França, no departamento de Somme. Estende-se por uma área de 9,12 km². Em 2010 a comuna tinha 418 habitantes (densidade: 45,8 hab./km²).